# Charles Lecocq (poète)
Pour les articles homonymes, voir Lecocq et Charles Lecocq.
 (novembre 2016).
Si vous disposez d'ouvrages ou d'articles de référence ou si vous connaissez des sites web de qualité traitant du thème abordé ici, merci de compléter l'article en donnant les références utiles à sa vérifiabilité et en les liant à la section « Notes et références ».
Charles Lecocq est un poète belge né le 15 décembre 1901 à Ougrée (Liège) et mort le 15 mai 1922 à Forest (Bruxelles).

## Biographie
Fils d'Auguste Lecocq dit Eugène et de sa cousine germaine Sidonie Lecocq, Charles Lecocq est donc un Lecocq-Lecocq.
Atteint de tuberculose à l'adolescence, Charles Lecocq est l'archétype du jeune homme romantique fin de siècle. Il est par ailleurs incidemment l'homonyme du célèbre compositeur français du XIXe siècle.
Parfait étudiant bruxellois du début du XXe siècle, après des humanités classiques latin-grec à l'Athénée communal de Saint-Gilles, il suit de concert des études polytechniques suivant le chemin tracé par son père lui-même ingénieur mais aussi contre l'avis de celui-ci, des cours à la faculté de philosophie et lettres de l'université libre de Bruxelles.
Il est cependant d'une complexion fragile et d'une pâleur extrême. Sa santé va s'altérer progressivement. Il se lie d'amitié avec un garçon qui - à la fureur de son père, violemment anticlérical- choisit la prêtrise. Eugène interdit dès lors à son fils de revoir cet ami très cher, même avant de mourir (Charles meurt jeune à 21 ans, après un séjour infructueux en sanatorium).
L'intransigeance de son père ne va qu'ajouter à sa langueur et à sa consomption. Sa mort ne permettra pas l'épanouissement de son œuvre.
Charles est un littéraire et sa maladie va renforcer encore cette orientation. Il se sert également de cette inclination pour essayer de parler à son père par littérature interposée. Il fait paraître tout d'abord  un petit opuscule, vraisemblablement à compte d'auteur, car il n'y a ni mention de date ni d'édition. Il essaye à ce moment sur un mode humoristique et dans une langue fleurie et imagée de faire passer un message. On y trouve également d'un pamphlet que l'on pourrait qualifier de politique (on se situe vraisemblablement à la fin de la Première Guerre mondiale.
L'ouvrage s'intitule : Zadig à Babylone, histoire orientale, suite à l'histoire de Zadig, traduite par monsieur de Voltaire
Un recueil posthume des écrits les plus marquants de Charles Lecocq fut publié sous le titre Reliquiae (Bruxelles, Éditions du Flambeau, 1924) soit deux ans après sa mort, avec une préface d'Alfred Duchesne.
Le souhait de Charles était de ne pas disparaitre entièrement : que quelque chose de lui subsiste dans la mémoire des hommes. Par ailleurs, il était triste de ne rien connaitre de ses aïeux. À ce moment les recherches généalogiques étaient peu en vogue dans la bourgeoisie. De plus, Charles se heurtait à une réticence paternelle.
« Monsieur Ernest Renan - écrit-il - souhaitait que chaque famille eût un livre d'or où tous ses membres inscrivissent leurs souvenirs et les impressions que la vie aurait laissées sur eux. J'aimerais fort, pour ma part, que ma famille possédât une relique semblable, aux gros feuillets enluminés de capitales gothiques en rouge ; mes aïeux y eussent conté leur existence d'une écriture maladroite, comme celle qui se voit dans les missels velinés du XIVe siècle et j'eusse respiré tout un parfum de vieilli et de fané dans les craquelures du bouquin, toute une odeur imprécise et médiévale où eût flotté l'âme éparse de mes ancêtres. Hélas ! Je ne puis pas même savoir quels furent mes pères, comment ils vécurent et, quoique je sente empreint en moi tout l'atavisme qu'ils m'ont légué, je les ai oubliés, ils sont morts pour moi et je n'ai gardé d'eux en mon cœur qu'un nom vain et froid.
Et moi ? Je ne voudrais pas mourir complètement comme eux, je ne voudrais pas que rien de moi ne subsistât après ma mort et c'est dans la mémoire des hommes que j'aimerais à graver un souvenir. »
Charles Lecocq est enterré au cimetière de Forest à (Bruxelles).

## Citations
« Vous êtes heureux à l'heure présente; mais gardez-vous bien de la publier trop haut ; car les dieux jalousent quiconque montre peu de modération. Craignez, seigneur, craignez toujours quelque fâcheux retour du sort.
Le vote du savant et celui des imbéciles auront-ils le même poids ? Si oui, c'est une injustice ; si non, ce n'en est pas moins une, car comment juger du degré d'intelligence d'un homme ?
Apprenez d'abord (...) qu'on ne commence point par faire violence à ceux que l'on doit convaincre,et qu'aussi bien, la conscience de la bonne cause adoucit toujours actes et langages.
Mais je connais les hommes, hélas, pour en avoir souffert. Je sais qu'il n'est animal au monde plus méchant, ni plus pervers, ni plus égoïste. Et je n'ignore point, hélas ! que mon avis sera respecté par ceux-là seuls qui y auront avantage.
Vos actes sont vains, vaines vos querelles. Feuilles mortes qu'emporte le vent d'automne...
Cela est fort bien, dit Cador : vous avez montré aux hommes la vanité de leurs querelles ; mais vous n'avez point trouvé remède à leurs souffrances et à leurs inégalités. - Hélas ! dit Zadig, le peut-on ? »